# 上海证券交易所

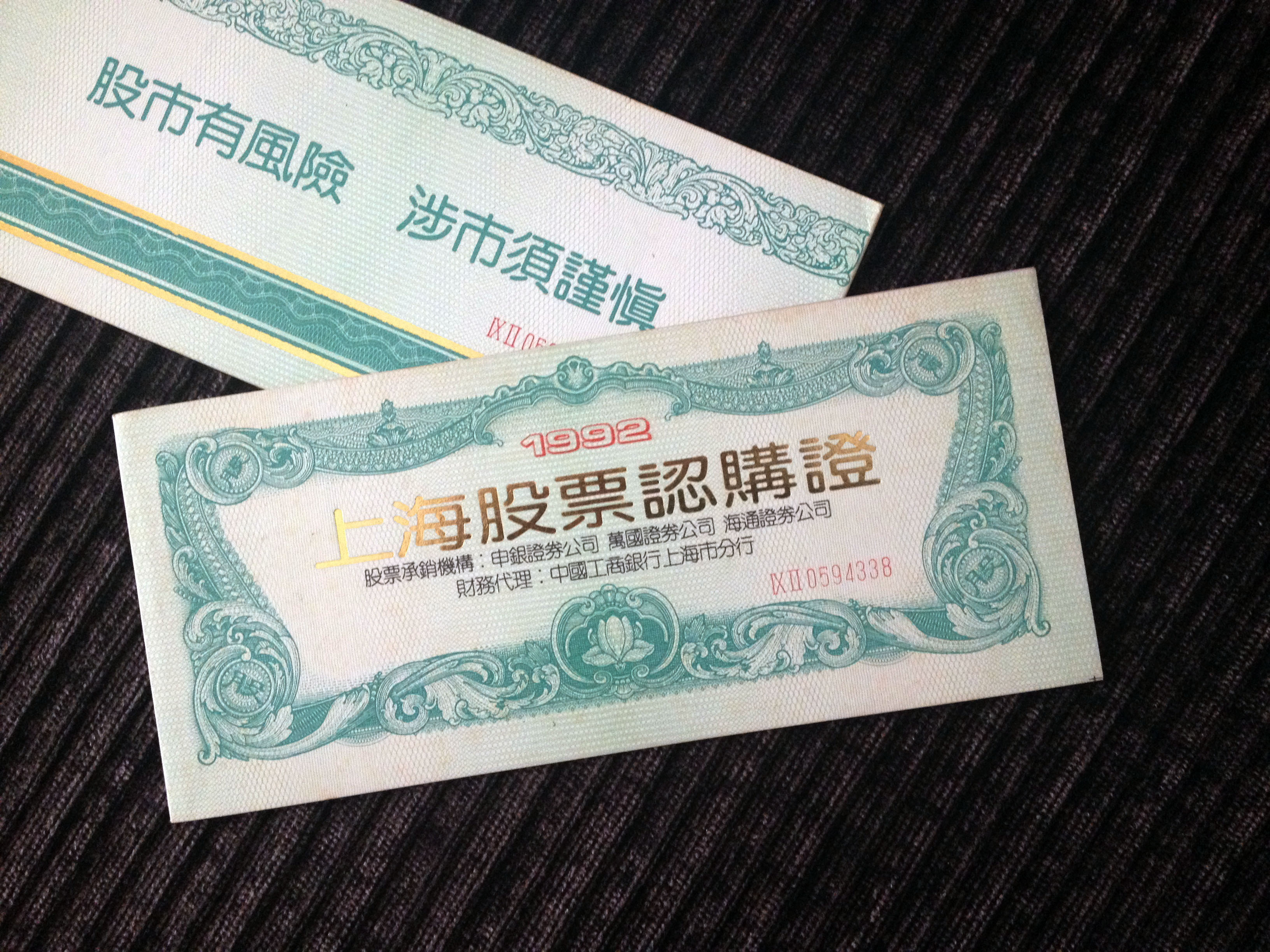
1992年，上海首次发行股票认购证。

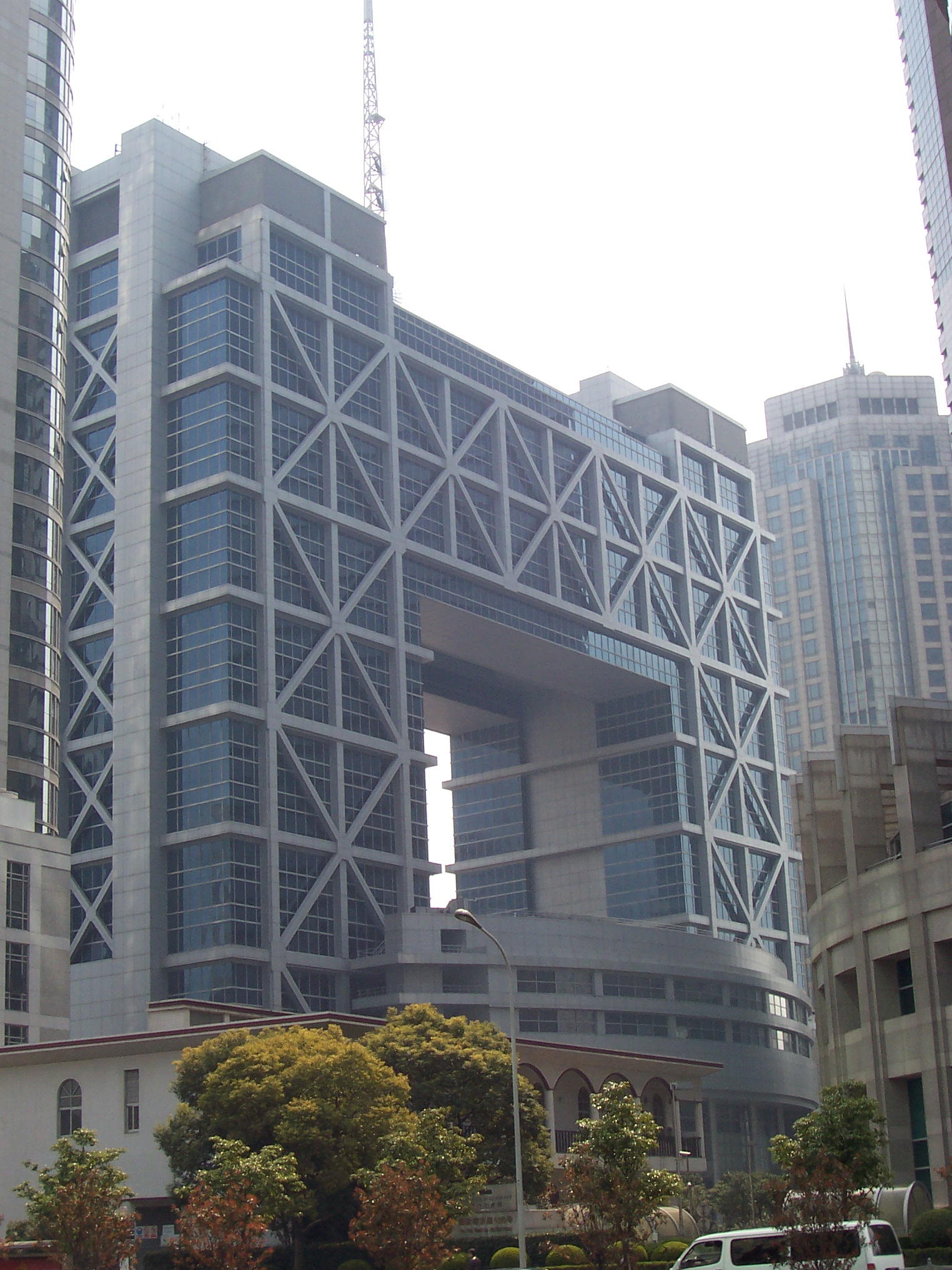
位于浦东的上交所

上海证券交易所（简称上证所或上交所，縮寫：SSE），是中国大陆三所证券交易所之一，位于上海市浦东新区浦东南路528号上海证券大厦北塔1层。上海证券交易所于1990年11月26日由中国人民银行总行批准成立，同年12月19日正式营业。上海证券交易所是不以盈利为目的的法人，归属中国证监会直接管理。其主要职能包括：提供证券交易的场所和设施；制定证券交易所的业务规则；接受上市申请，安排证券上市；组织、监督证券交易；对会员、上市公司进行监管；管理和公布市场信息。其主要指数为上证指数。
上证所市场交易时间为每周一至周五。上午为前市，9:15至9:25为集合竞价时间，9:30至11:30为连续竞价时间。下午为后市，13:00至14:57为连续竞价时间，14:57至15:00为收盘集合竞价时间，周六、周日和上证所公告的休市日市场休市。大宗交易的交易时间为本所交易日的15:00-15:30，本所在上述时间内受理大宗交易申报。大宗交易用户可在交易日的14：30开始登陆本所大宗交易电子系统，进行开始前的准备工作；大宗交易用户可在交易日的15：30-16：00通过本所大宗交易电子系统查询当天大宗交易情况或接收当天成交数据（交易规则的大宗交易从9：30开始，但尚未实施）。
截止2021年8月13日，上海证券交易所共有1,963家上市公司，24,940只上市证券（其中上市股票数量为2,005只），上市公司总股本44,205.34亿股，总市值488,255.16亿元人民币，流通市值总值407,011.06亿元人民币。上海证券交易所是国际证监会组织、亚洲和大洋洲交易所联合会、世界交易所联合会的成员。2020年市值列世界第三位。

## 历史沿革

### 建所初期
1891年，上海掮客公会成立，是中國第一家股市，1905年更名为上海众业公所。
1914年，上海12家股份有限公司在九江路设立上海股票商业公会。1919年2月，上海股票商业公会改组为上海华商证券交易所。1920年5月开始营业。1937年，中国抗日战争全面爆发，上海华商证券交易所停业，並且打算迁到汉口復業，但因為戰爭的緣故，未能在漢口恢復營業。1943年7月，汪精衛政權要求該交易所复业，1945年8月18日再度停止营业。1946年5月，国民政府接收該交易所，並於同年9月在上海华商证券交易所基础上成立了上海证券交易所。
1949年5月27日，中国人民解放軍进入上海。6月10日，解放军查封上海证券交易所，并当场逮捕交易商238名，上海证券交易所自此关闭。

### 重新组建
1990年11月26日，上海证券交易所重新开办成立，同年12月19日在浦江饭店开业。首批上市公司有8家，分別是爱使电子、申华电工、飞乐股份、飞乐音响、豫园商城、真空电子、延中实业和浙江凤凰。這8只股票被稱為老八股。
1989年，由于六四事件的影响，中国改革开放受阻，证券市场受到波及。1992年1月，邓小平南巡穩定民心，拯救了中国的资本市场，以及上海证券交易所和深圳证券交易所，中國經濟從此邁向高速發展。
1997年7月， 中国国务院决定将上海证券交易所划归中国证监会直接管理。同年12月19日，上海证券交易所從浦江饭店搬遷至位於浦东南路528号的上海证券大厦。
2014年11月17日，开通沪港通。
2018年11月5日，中共中央总书记习近平在进博会开幕式演讲中表示“将在上海证券交易所设立科创板并试点注册制”。
2018年12月，中国证券博物馆正式开馆。該博物館是中華人民共和國首家证券博物馆，也是該國证券期货行业唯一一家国家级博物館。该馆位于浦江饭店，是上海证券交易所的创始之地。该馆和上海证券交易所实施一个机构两块牌子体制。
2019年6月13日，科创板正式开通。7月22日正式開市。
2019年6月17日，中国证监会和英国金融行为监管局批准上海证券交易所和伦敦证券交易所开展沪伦通业务，沪伦通正式启动。華泰證券同日起於倫敦證券交易所掛牌上市。國投電力曾考慮於倫敦上市，但最終中止計劃。
2020年9月8日，上海首个知识产权证券化项目在上海證券交易所上市。中小企业可以凭专利低成本融资。同年，上交所辦公地點搬遷至上海金融交易广场。
2022年10月24日起，上海证券交易所将主板融资融券标的股票数量由800只扩大到1000只。
2023年6月5日，科创50ETF期权在上海证券交易所上市交易。

## 规章制度

### 证券代码

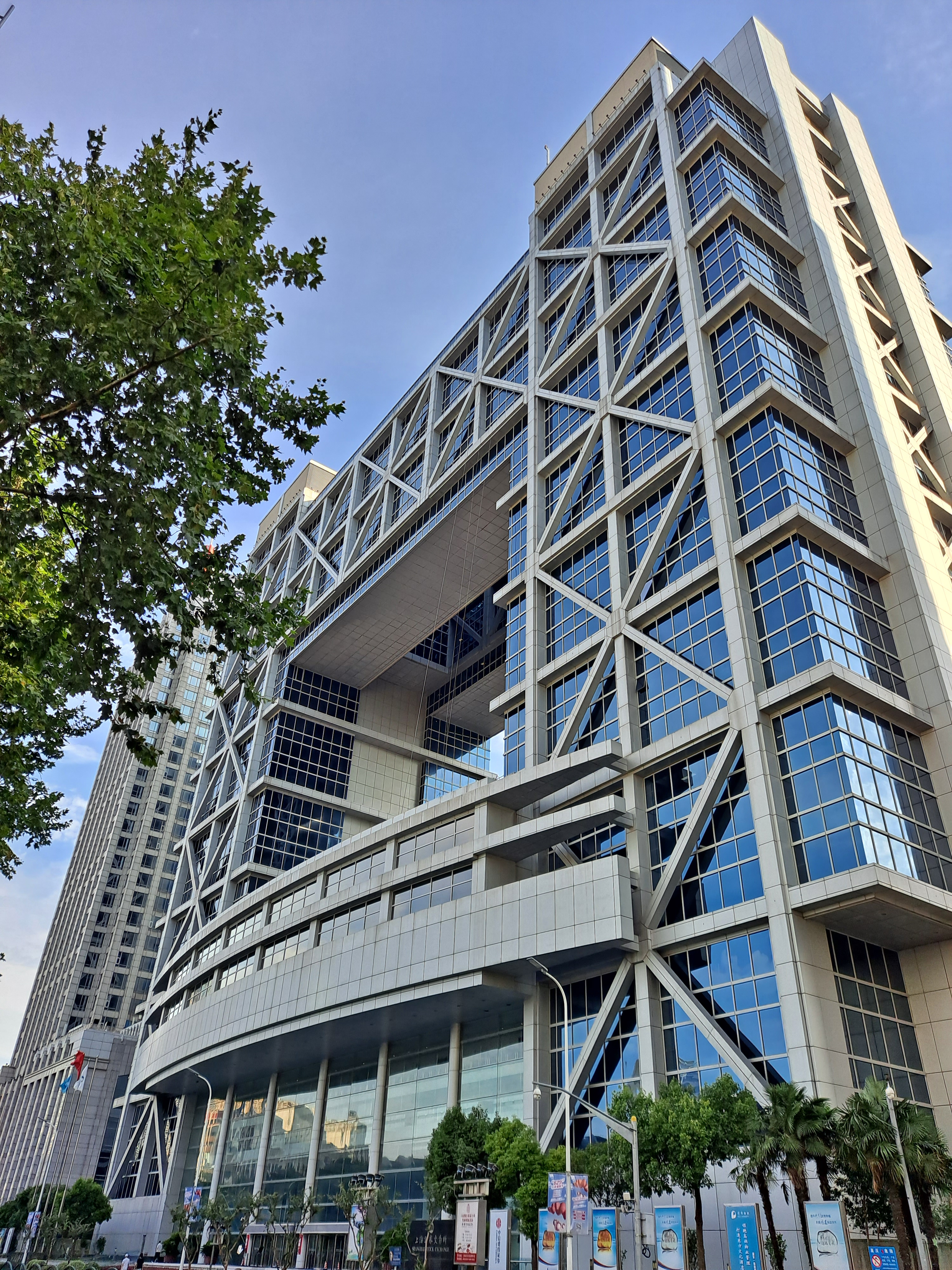
上海证券交易所

2009年8月10日发布的《上海证券交易所证券代码分配规则》规定，上证所证券代码采用六位阿拉伯数字编码，取值范围为000000-999999。六位代码的前三位为证券种类标识区，其中第一位为证券产品标识，第二位至第三位为证券业务标识，六位代码的后三位为顺序编码区。首位代码代表的产品定义分别为：0国债／指数、1债券、2回购、3期货、4备用、5基金／权证、6A股、7非交易业务（发行、权益分配）、8备用、9B股。

### 指定交易制度
上海证券交易所实行指定交易制度，即一名投资者只能在指定的一家券商进行委托交易，如要转其他券商需先至原券商处撤销指定交易。自2015年4月13日起，中國證券登記結算有限責任公司允许投资者最多可以在20家证券公司开设20个账户，但实施之后开户超3户的投资者并不多，仅占同期新开户投资者的2.6%。2016年10月15日，中國證券登記結算有限責任公司将投资者开户上限从20户下调至3户。投资者在新开户或转户后可通过网络、电话交易系统在交易时间买入“799999”，价格1元，数量1股的方式来完成指定交易登记。

### 网络投票
上证所为投资者提供了通过交易系统参与股东大会投票的方式，使不能到现场的股东也可以进行投票，行使股东权利。在投票日投资者可以通过对738、788代码段的相应股票交易来对议案进行投票。买入价格代表议案序号，买入数量表示票类，1股表示同意，2股表示反对，3股表示弃权。